# Carena (náutica)
Carena ou querena, em náutica, é a parte do casco de uma embarcação que fica submersa, abaixo do nível da água. Por outras palavras a parte do casco entre a quilha e a linha de água.